# Jean Louvet (président de Provence)
Pour l’article homonyme, voir Jean Louvet.
Jean Louvet, (1370-1440), seigneur d'Eygalières, de  Theys, de Fallavier et de Mérindol, ancien président de la cour des comptes de Provence, est connu historiquement sous la désignation de président de Provence. Nommé conseiller, puis responsable des Finances du dauphin Charles de Ponthieu, futur roi Charles VII, il exerce ses fonctions à Bourges, à partir de 1418. Il est évincé du pouvoir pour raison d'État en 1425, étant précisé que le roi lui a conservé sa confiance et son amitié jusqu'à sa mort survenue en 1440.

## Contexte historique
La vie et la carrière de Jean Louvet se déroulent dans le contexte historique de la Guerre de Cent Ans, commencée en 1337 et achevée en 1453. La dynastie anglaise des Plantagenêt, descendant en ligne féminine des rois de France, avait la prétention de se substituer à la Dynastie régnante de Valois. Les armées anglaises ont envahi la Normandie, puis la moitié du nord de la France. Elles tentent de placer le roi Henri V d'Angleterre sur le trône de France. 
Cette guerre anglo-française est doublée d'une cruelle guerre civile entre Armagnacs et Bourguignons, qui a duré 25 ans de 1410 à 1435. Les ducs de Bourgogne, descendant d'une branche cadette des rois de France, recherchent eux aussi le pouvoir et se sont alliés aux Anglais.
En face, le royaume de France ne peut opposer aux Anglais et aux Bourguignons qu'un jeune prince, Charles, dauphin de France, âgé de 14 ans en 1417. Son père Charles VI de France est atteint de démence et il n'est plus capable de régner. Sa mère, Isabeau de Bavière, est tombée entre les mains du duc de Bourgogne, Jean sans Peur.
En 1418, le dauphin Charles, futur roi Charles VII est directement menacé d'être enlevé par les Bourguignons : Il doit s'enfuir précipitamment de Paris qui est envahi par les Bourguignons aux ordres du tueur Capeluche. Pendant que ces derniers massacrent dans la capitale les Armagnacs fidèles au royaume de France, le dauphin Charles, bénéficiant de la garde rapprochée des officiers de la couronne, va se réfugier à Bourges, capitale de son Duché de Berry.
Depuis Bourges, le dauphin organise la résistance contre les Bourguignons et les Anglais, en constituant un gouvernement provisoire et en invitant à son conseil les seigneurs qui l'ont courageusement protégé et entouré dans son périple, parmi lesquels : Jean Louvet, Tanneguy III du Chastel, Robert Le Maçon et Pierre Frotier. Jean Louvet va jouer un rôle majeur dans ce gouvernement provisoire.

## Biographie

### Le président de Provence
Il exerce la carrière de viguier, représentant du duc d'Anjou, comte de Provence, et il est chargé de l'administration et de la justice à Marseille jusqu'en 1413. Puis, il est nommé président de la Chambre des comptes de Provence  au mois de mars 1414, par le duc Louis II d'Anjou, roi de Sicile et comte de Provence. Le siège de la Chambre des comptes est situé à Aix-en-Provence.
À la mort de Louis II d'Anjou, survenue le 29 avril 1417, c'est sa veuve, la duchesse d'Anjou, Yolande d'Aragon, reine de Sicile qui prend le pouvoir. Elle avait fiancé en novembre 1413 sa fille Marie d'Anjou au onzième enfant du roi Charles VI. Cet enfant nommé  Charles, comte de Ponthieu, précédé par deux frères aînés destinés à régner, n'avait aucun avenir. Aussi, personne n'hésita à laisser les deux enfants âgés de 10 ans, accompagner la reine de Sicile dans son duché d'Anjou au début de l'année 1414.
Le petit prince est élevé avec sa fiancée au château d'Angers. Mais la reine de Sicile, craignant de voir les Anglais envahir l'Anjou, décide de rejoindre le comté de Provence. C'est en 1415 que Jean Louvet fait connaissance du petit prince cadet au château de Tarascon, qu'il l'instruit des affaires de Provence et qu'il se lie d'amitié avec celui qui, contre toute attente, va devenir l'héritier du trône de France. 
Ses deux frères aînés sont morts à l'âge de 19 ans: le dauphin Louis, duc de Guyenne, en 1415 et le dauphin Jean, duc de Touraine, le 5 avril 1417. C'est donc à cette date que Charles, dernier espoir de survie de la dynastie directe des Valois, est nommé Dauphin de Viennois: il est rappelé au début de l'année 1417 à Paris pour assumer ses nouvelles fonctions de lieutenant général du royaume, chargé de suppléer son père défaillant. Il réussit à introduire au conseil de régence de Paris un certain nombre de conseillers affiliés au parti d'Armagnac, à commencer par son mentor et ami provençal, Jean Louvet qui occupe le poste de commissaire des Finances. Ce dernier avait été détaché de sa présidence d'Aix-en-Provence à la demande de Yolande d’Aragon. La reine de Sicile entend ainsi préserver l'avenir de son futur  gendre, au milieu des manœuvres d'Isabeau de Bavière, qui préside le Conseil de Régence, mais qui reste totalement soumise aux pressions de Jean sans Peur. Le dauphin va envoyer sa mère sous bonne garde à Tours où elle sera prisonnière des Armagnacs, avant d'être délivrée par Jean sans Peur.

### Le conseiller du dauphin, l'affaire de Montereau
En 1418, dans la nuit du 28 mai, le dauphin est gravement menacé par les gens d'armes du duc de Bourgogne, Jean sans Peur, qui ont réussi à envahir l'Hôtel Saint-Pol où réside la famille royale à Paris. Le prévôt de Paris, Tannegy III du Chastel, assisté de Jean Louvet, président de Provence  et de Pierre Frotier, (futur commandant de  la compagnie de la Garde  de Charles VII), , parvient à sauver de justesse le dauphin, alors âgé de 15 ans. Le petit groupe se réfugie à La Bastille, puis à Melun pour finalement aboutir à Bourges, capitale de son  duché de Berry. Au cours de cette intrusion , Marie d'Anjou , qui a échappé aux massacres commis par les Bourguignons, est retenue en otage par Jean sans Peur et ne sera rendue à son fiancé que beaucoup plus tard en signe de réconciliation. 
À Bourges, le dauphin se proclame régent de France en tant qu'« unique fils, héritier et successeur du roi ». Il décide de prendre les armes pour reconquérir son royaume. De son côté, Jean Louvet fait partie de ses principaux conseillers. Il est chargé de l'administration et de la gestion du domaine royal resté fidèle ou rallié au régent. Ses fonctions dans la viguerie marseillaise et son expérience de la présidence provençale le destinent tout naturellement à devenir un de ses favoris. Au conseil de Bourges, il assume le pouvoir à égalité avec Yolande d'Aragon. Il est allié des Armagnacs et rejette toute alliance avec les Bourguignons. À cet égard, il assiste notamment le dauphin en son Conseil,  afin que soit catégoriquement refusée la première tentative de paix proposée par Jean sans Peur, qu'il considère comme fallacieuse: en effet, ce dernier avait concocté avec la reine Isabeau de Bavière et le duc de Bretagne, le 16 septembre 1418, le traité de Paix de Saint-Maur, en proposant son pardon aux  Armagnacs.
Les chroniqueurs bourguignons de cette époque font de Jean Louvet la cible principale de leur vindicte et dénoncent à l'envi ses « méfaits ».
En 1419, Jean sans Peur n'a qu'une idée en tête: soumettre à son pouvoir le « Roi de Bourges » , comme il l'avait déjà fait avec les deux dauphins précédents. Pour cela, bien qu'il ait secrètement conservé sa collaboration avec les Anglais, il va proposer à son neveu un traité de paix, doublé d'une alliance contre les Anglais. Le dauphin Charles y est fortement incité par Yolande d'Aragon, contre la volonté de Jean Louvet qui demeure radicalement hostile au duc de Bourgogne, car il ne peut oublier que Jean sans Peur, assoiffé de pouvoir et au comble de la fourberie, avait fait assassiner 12 ans plus tôt par ses spadassins le frère cadet du roi, le duc Louis Ier d'Orléans après avoir communié en sa compagnie et lui avoir juré la plus grande amitié.
Le 11 juillet 1419, a lieu une première rencontre à Pouilly-le-Fort. Les conseillers de Jean sans Peur et du dauphin sont invités à signer le traité du Ponceau qui en résulte, devant des prélats et de hauts dignitaires bourguignons, sur les Saints Évangiles et reliques sacrées, en promettant de respecter les conventions de paix proposées par le duc de Bourgogne, sous peine de grave parjure. Jean Louvet fait partie des signataires et appose son sceau sur le parchemin.
Une seconde réunion a lieu le 10 septembre  1419 à Montereau qui va se terminer en drame: Jean sans Peur est tué sur le pont de Montereau lors d'une altercation avec son cousin qui lui reprochait son alliance secrète avec les Anglais. Le président Jean Louvet participait au débat. Il est accusé d'avoir organisé le meurtre de Jean sans Peur. Cependant, de son côté, le dauphin proclame à la France entière son innocence dans la mort brutale du duc de Bourgogne.
Accusé de crime de lèse majesté, le président Louvet sera poursuivi par la vengeance de son fils, le duc Philippe le Bon et sera passible de la peine de mort. Il fera l'objet d'un procès collectif visant à la fois le dauphin et ses conseillers. Ils seront jugés par contumace devant la cour de justice de Paris. Mais le procès va traîner en longueur et n'aboutira jamais.

### Le favori du roi Charles VII

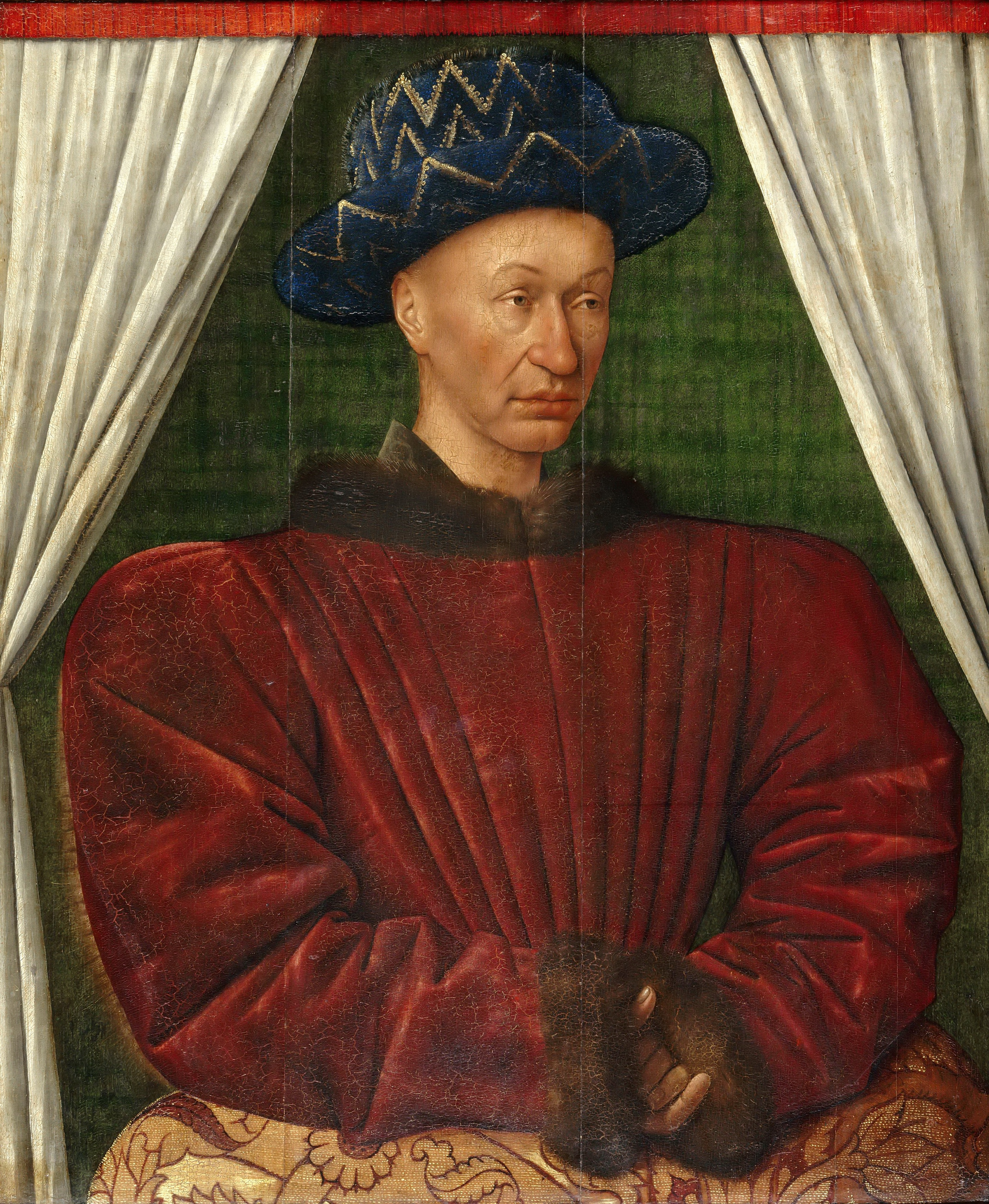
Portrait de Charles VII par Jean Fouquet

Jean Louvet, favori du futur roi de France, s'emploie à gérer le royaume. Pour faire face aux énormes dépenses destinées à l'effort de guerre, il organise la perception des taxes et impôts dans les provinces dépendant du gouvernement de Bourges, ce qui lui vaut de nombreuses inimitiés. 
Depuis le drame de Montereau, le duc de Bourgogne, Philippe le Bon s'est officiellement allié au roi Henri V d'Angleterre pour combattre le dauphin de France. Ce dernier s'efforce de reprendre les rênes du pouvoir en visitant ses bonnes villes, notamment Lyon et Toulouse et en garnissant les places frontières de garnisons pour parer à toute éventualité. Jean Louvet l'assiste à ces occasions. 
Mais en 1420, les Anglais et les Bourguignons vont obtenir par la voie diplomatique ce qu'ils n'ont pas réussi à réaliser par la puissance de leurs forces armées: Le 20 mai 1420, ils signent le traité de Troyes, conjointement avec la reine Isabeau de Bavière, afin de déshériter le dauphin Charles du trône de France, au profit du roi Henri V d'Angleterre. 
Par un arrêt du 3 janvier 1421 le dauphin et ses conseillers sont appelés à comparaître devant un lit de justice en présence de Charles VI et de Philippe de Bourgogne, pour répondre de leurs « crimes abominables ». Ne s'étant pas présentés, le dauphin, Jean Louvet et les conseillers du gouvernement de Bourges sont bannis du royaume de France.
Devant ces représailles, Jean Louvet et l'ensemble du conseil de Bourges engagent le dauphin à réagir. Dès le début de l'année 1421, il reçoit le renfort de 6000 Écossais commandés par John Stuart de Buchan. Le 21 mars, à la tête de ses vaillants Écossais et des Armagnacs, il est victorieux des Anglais à la bataille de Baugé. L'ennemi y perd 2000 morts, dont le duc de Clarence, frère du roi Henri V d'Angleterre.
En 1422, le roi d'Angleterre Henri V meurt le 31 août. Son fils Henri VI est proclamé roi d'Angleterre à l'âge de 9 mois. Puis, le roi de France Charles VI meurt à son tour le 21 octobre. Le bébé anglais est immédiatement proclamé roi de France, conformément au traité de Troyes. Il va sans dire que Jean Louvet et le conseil de Bourges contestent la légitimité de cette double couronne: le dauphin de France se proclame roi de France sous le nom de Charles VII le 30 octobre 1422. Il siège pour la première fois en majesté en la cathédrale de Bourges, en compagnie de son épouse, Marie d'Anjou, reine de France. Ils sont  entourés de Jean Louvet et de tout le conseil du roi Charles VII.
De 1422 à 1424, les combats entre les troupes de Charles VII et les forces anglaises font rage, entrecoupés de victoires et de revers de part et d'autre. Mais, le 17 août 1424, les Français et leurs alliés écossais sont sévèrement battus par les Anglais à la bataille de Verneuil. Les Français laissent plus de 9000 morts sur le champ de bataille. Et le connétable John Stuart de Buchan y laisse la vie. On ne donne pas cher de la survie du gouvernement de Bourges et du roi Charles VII.

### La vengeance de Philippe le Bon

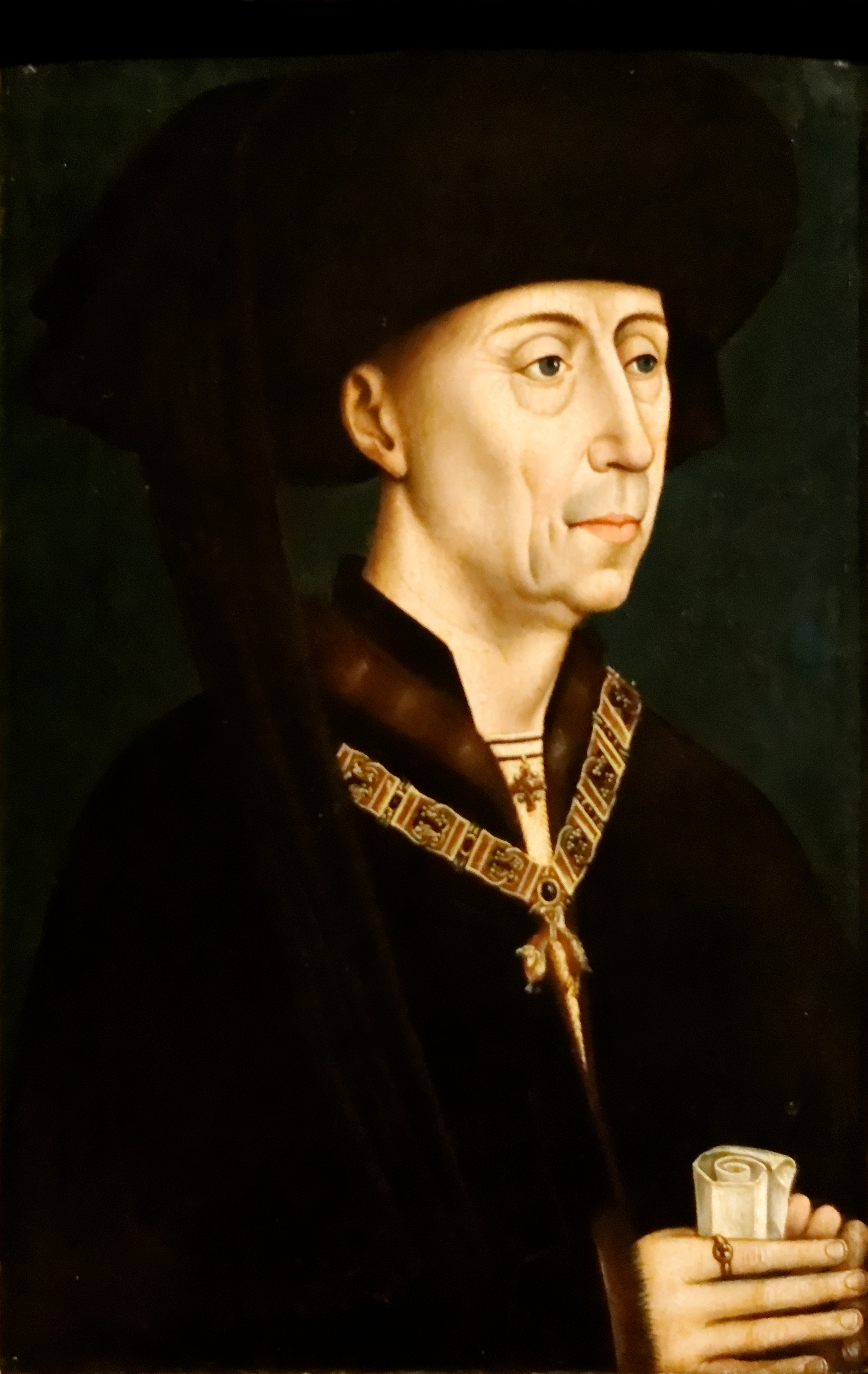
Philippe le Bon

Une révolution de Palais va éliminer Jean Louvet et les conseillers du gouvernement de Bourges. Après la cuisante défaite de Verneuil, devant le désastre prévisible résultant des attaques des troupes anglaises, la reine Yolande d'Aragon recherche de nouveaux renforts. Elle négocie un renversement d'alliance avec le duc de Bretagne. Ce dernier n'a pas l'intention de rompre officiellement avec les Anglais et il se contente de déléguer son frère cadet, le  comte de Richemont auprès du roi Charles VII : la triple alliance entre le duché de Bretagne, le duché de Bourgogne et le royaume d'Angleterre est en bonne voie d'extinction.
Le comte de Richemont rencontre Charles VII à Angers en octobre 1424. Il accepte le poste de connétable de France laissé vacant par la disparition de John Stuart de Buchan, mais avant de se prononcer définitivement, il consulte son beau-frère, le duc Philippe le Bon. Pour ce dernier, c'est l'occasion ou jamais d'éliminer les conseillers de Bourges et d'assouvir sa vengeance. Il donne son accord, sous la réserve formelle que Charles VII éloigne définitivement ses conseillers de la cour, car ils sont considérés comme les assassins ou comme les instigateurs de l'assassinat de Jean sans Peur.
Le roi Charles VII accorde l'épée de connétable au comte de Richemont lors d'une cérémonie solennelle à laquelle participent des notables bourguignons, dans la prairie de Chinon, le 7 mars 1425.
Les conseillers devaient être éliminés du pouvoir le 12 juin suivant. Jean Louvet, après une tentative de résistance à la pression du comte de Richemont, consent à se retirer dans ses terres, en emportant avec lui les regrets de son souverain. Mais, en définitive, cette éviction du pouvoir lui a sauvé la vie : ses successeurs furent éliminés sans pitié par l'irascible comte de Richemont, Pierre II de Giac, noyé le 7 février 1427 à Dun-le-Roi en un sac dans le l'Auron (rivière), Le Camus de Beaulieu, assassiné le 12 juin 1427 à Poitiers et jeté dans le Clain, Georges Ier de La Trémoille, grièvement blessé dans le château de Chinon et retenu en otage le 3 juin 1433, cependant que ses deux adjoints, Antoine de Vivonne et André de Beaumont étaient décapités.
Les chroniqueurs rapportent que le président Jean Louvet a tenté vainement de combattre le nouveau connétable en rassemblant une troupe destinée à contrer les projets d'éviction des anciens conseillers exigée par le duc Philippe le Bon. Mais, pour tenir compte des risques de guerre civile, il préféra s'incliner et consentit, devant la raison d'état, à se retirer après avoir obtenu le poste de sénéchal de Beaucaire. Le roi a conservé sa confiance et son amitié à ceux qui l'avaient fidèlement servis et qui furent réhabilités ultérieurement.
Pour sa part, Jean Louvet est maintenu dans la fonction de chambellan du roi et se retire en Avignon. Il conservera l'amitié et la confiance de Charles VII jusqu'à sa mort survenue en 1440.

## Famille
Jean Louvet (1370-1440) marié à Métheline Lagane (1380-1427), dame d'honneur de la reine Marie d'Anjou, d'où sont issus:
- Louis Louvet de Cauvisson (aujourd'hui Calvisson dans le Gard), marié en 1440 à Marguerite de Murat.

- Jeanne Louvet, (1402), mariée en 1419 à Louis de Joyeuse, fils de Randon de Joyeuse et de Catherine d'Aubert de Montel.

- Marie Louvet, (1407-1426), mariée à Jean d'Orléans, comte de Dunois (1402-1468), fils du duc Louis Ier d'Orléans et de Mariette d'Enghien.

Sa sœur, Catherine de Sénas, se marie avec Foulque de Pontevès avant 1436. Elle reçoit en don le fief d'Eygalières. À sa mort, le fief passe dans les mains du comte de Provence. Le roi René le cédera avec la seigneurie d'Orgon, à sa fille Yolande.

## Armoiries de la famille Louvet
| Armoiries | Description                                                    |
| --------- | -------------------------------------------------------------- |
|           | Palé d'azur et de gueules de 6 pièces, semé de roses d'argent. |

## Sources et bibliographie
- Mémoires de messire Olivier de La Marche, Lyon, 1562.
- Jean Chartier, Chronique de Charles VII, roi de France, Pierre Jannet, 1858.
- Auguste Vallet de Viriville, Histoire de Charles VII, roi de France et de son époque, Vve J. Renouard, Paris, 1865.
- Gaston du Fresne de Beaucourt, Histoire de Charles VII, Alphonse Picard, Paris, 1881. 7T.
- Bertrand Schnerb, Jean sans Peur, le prince meurtrier, Payot, Paris, 2005.
- Georges Minois, Charles VII, un roi shakespearien, Perrin, Paris, 2005.